# Кунама
Куна́ма — східноафриканський нілотський народ, який проживає в Еритреї, Ефіопії та Судані. Загальна чисельність оцінюється в 250 тис. осіб. Незважаючи на те, що 80% кунама проживає в Еритреї, вони є однією із найменш чисельних етнічних груп цієї країни. Мова кунама належить до ніло-сахарської мовної сім'ї.
Частина кунама мешкає у віддаленій та ізольованій області між річками Гаш та Сетіт біля кордону із Ефіопією. Під час Ефіопо-еритрейської війни багато кунама, які жили у прикордонних районах змушені були покинути свої землі. В минулому народ був кочовим, але нині займається сільським господарством та розведенням худоби.